# Prince Samolah
Prince Samolah, né le 5 septembre 1985 en République centrafricaine, est un footballeur international centrafricain. Il joue au poste de gardien de but au SCAF Tocages.

## Biographie

### En équipe nationale
Prince Samolah honore sa première sélection en équipe de République centrafricaine le 9 octobre 2011 face à l'Algérie dans le cadre des qualifications à la CAN 2012 (défaite 2-0).